# Danh sách tập phim Charlotte

Ảnh bìa tập BD đầu tiên được phát hành bởi Aniplex of America, gồm nhân vật chính Tomori Nao.

Đây là danh sách tập phim Charlotte, một bộ anime truyền hình Nhật Bản được sản xuất bởi P.A.Works và Aniplex, do Asai Yoshiyuki làm đạo diễn..

## Danh sách
| Tập | Tiêu đề                                                                   | Đạo diễn hoạt hình                                                                                            | Ngày trình chiếu gốc |
| --- | ------------------------------------------------------------------------- | --- | -------------------- |
| 1 | "Tôi nghĩ về người khác" "Ware Tanin o Omou" (我他人を思う)               | Miyuki Nakamura, Noboru Sugimitsu                                                                             | 4 tháng 7 năm 2015   |
| Otosaka Yuu là một chàng trai có năng lực chiếm hữu tạm thời thể xác của bất kỳ một ai nằm trong tầm quan sát của cậu. Với việc sử dụng khả năng này để quay cóp trong kỳ thi, Yuu đã có thể bước vào một trường học danh tiếng, nơi mà cậu một lần nữa lợi dụng nó để chinh phục một nữ sinh nổi bật, Shirayanagi Yumi. Tuy nhiên, hội trưởng hội học sinh của trường đã chú ý đến điểm số hoàn hảo của Yuu và thách thức cậu đạt được điểm số này một lần nữa trong một bài kiểm tra tương tự; hoặc là cậu sẽ bị đuổi học vì gian lận. Đây thực ra là cái bẫy được dàn dựng bởi một cô gái có tên Tomori Nao, người đã quan sát thấy năng lực của Yuu trong hành vi của cậu. Yuu cố chạy trốn nhưng đã bị bắt bởi Takajō Jōjirō, người có khả năng di chuyển với tốc độ cao nhưng không thể kiểm soát. Jōjirō cùng với Nao, cô gái có năng lực tàng hình trước một mục tiêu cụ thể, đã sắp xếp cho Yuu cùng với em gái cậu là Ayumi chuyển đến Học viện Hoshinoumi, một ngôi trường dành cho những người cùng sở hữu dị năng như cậu. Không có sự lựa chọn, Yuu bị Yumi chấm dứt quan hệ và cậu phải miễn cưỡng chuẩn bị cho một cuộc sống mới với tư cách là thành viên hội học sinh của Học viện Hoshonoumi. |                                                                           | |                      |
| 2 | "Giai điệu cùng cực" "Zetsubō no Senritsu" (絶望の旋律)                   | Keiko Ichihara, Noboru Sugimitsu, Risa Suzuki                                                                 | 11 tháng 7 năm 2015  |
| Yuu bắt đầu cuộc sống mới như là một thành viên của hội học sinh Học viện Hoshinoumi, với nhiệm vụ của hội là đảm bảo sự an toàn cho những học sinh sở hữu siêu năng lực. Công việc đầu tiên dẫn họ tới trường trung học Nanba, tại đây họ giải quyết trường hợp một học sinh tên là Udoh, người có khả năng chụp ảnh xuyên thấu. Năng lực này của Udoh cho phép cậu ta chụp những bức ảnh các cô gái trong bộ đồ lót và bán chúng nhằm kiếm lợi. Ngày hôm sau, sau khi đã ngăn chặn được hành vi của Udoh, Nao dẫn Yuu tới gặp anh trai cô, Kazuki, người đã trở thành vật thí nghiệm với năng lực điều khiển các sóng âm thanh của mình, điều này khiến cảm xúc của Kazuki bị hủy hoại. Nao tiếp tục kể với Yuu rằng cô đã trốn thoát được khỏi ngôi trường nơi anh cô bị đem ra làm vật thí nghiệm, và sau đó gặp được một người mà cô tin tưởng, người này cũng đã giúp chuyển anh trai cô đến một địa điểm mới an toàn và thân thiện. |                                                                           | |                      |
| 3 | "Ngọn lửa tình yêu" "Koi to Honō" (恋と炎)                                | Nozomu Kuwashima, Ippei Masui, Ken Mukaigawara, Sakurako Sagano, Eri Tokugawa                                 | 18 tháng 7 năm 2015  |
| Sau bữa ăn trưa với Jōjirō tại căng tin của Học viện, Yuu đã được giao cho công việc tiếp theo, điều này dẫn cậu cùng Nao và Jōjirō đến gặp một người sở hữu tới hai năng lực. Sau một cuộc điều tra, bọn họ bắt gặp một thần tượng âm nhạc và là ca sĩ chính của ban nhạc How-Low-Hello, Nishimori Yusa, người đang bị theo dõi bởi một ai đó. Sau khi đánh bại kẻ theo dõi, ba người với sự trợ giúp của Shō, bạn của Yusa, đã tìm được đến địa điểm và gặp mặt cô. Tại đây, bọn họ phát hiện ra Yusa sở hữu năng lực cho phép linh hồn người chết chiếm hữu cơ thể mình, và cô hiện tại đang bị chiếm hữu bởi người chị gái đã mất Misa, người có năng lực khống hỏa. Kōta, bạn của Misa và Shō, giải thích về việc Yusa bị truy đuổi là do một lần cô đã tình cờ mang nhầm về chiếc điện thoại của một nhà sản xuất truyền hình, trong đó có chứa những thông tin mờ ám chống lại hắn ta. Nao sau đó nghĩ ra một kế hoạch để đối phó. Đêm hôm đó, Yusa đến đối mặt với nhà sản xuất rồi biến đổi thành Misa, và cô đã thực hiện những hành động đe dọa trước khi trả lại chiếc điện thoại cho đối phương. Khi sự việc đã được giải quyết xong, Nao thông báo với Misa rằng cô và Yusa sẽ được chuyển đến Học viện Hoshinoumi. Misa đồng ý, và đó là lúc Shō thú nhận tình cảm của mình với cô; Misha nói rằng cậu nên trân trọng cuộc sống của bản thân và cảm ơn cậu vì tất cả. |                                                                           | |                      |
| 4 | "Một khi đã nghiêm túc" "Setsuna no Honki" (刹那の本気)                   | Ken'ichi Imaizumi                                                                                             | 25 tháng 7 năm 2015  |
| Sau khi Yusa chuyển đến lớp của Yuu; bốn thành viên hội học sinh gồm Nao, Jōjirō, Yuu và mới nhất là Yusa có nhiệm vụ thứ ba tại Học viện Kannai, địa điểm mà họ tin rằng có người sở hữu năng lực dịch chuyển đồ vật từ xa. Để chứng minh, Nao đã chiếu những cảnh quay về tay ném bóng chày Fukuyama Arifumi, người thể hiện cú ném knuckleball (bóng đi thẳng và rất ít xoáy, gần đến nơi thì đột ngột rơi xuống). Tuy nhiên, Nao đã quan sát thấy động tác chuẩn bị của Arifumi là ném bóng thẳng, nhưng sau đó đã sử dụng năng lực tác động để thay đổi quỹ đạo trái bóng. Sau cuộc gặp mặt trực tiếp, Arifumi từ chối việc ngừng sử dụng năng lực, và Nao đã gửi lời đề nghị tổ chức một trận đấu giữa hai đội Hoshinoumi và Kannai. Điều kiện là nếu đội Hoshinoumi thắng, Arifumi phải chấm dứt việc sử dụng năng lực. Sau tám hiệp đấu, tỉ số là cân bằng. Trong hiệp cuối cùng, Misa chạy từ mốc số 2 đến "home" và đội Hoshinoumi đã thắng với tỉ số 2-1. Với kết quả này, Arifumi đồng ý thực hiện theo những gì đã thỏa thuận, và Yuu đã chiếm hữu cơ thể cậu ta cho một thí nghiệm nhỏ của Nao. |                                                                           | |                      |
| 5 | "Âm thanh quen thuộc" "Itsuka Kiita Oto" (いつか聴いた音)                 | Yuki Akiyama, Keiko Ichihara, Ayumi Nishibata, Risa Suzuki, Harumi Takagi                                     | 1 tháng 8 năm 2015   |
| Lần này, bốn thành viên hội học sinh có nhiệm vụ đối mặt với một người có khả năng bay trên không. Nao quyết định rằng mọi người sẽ cắm trại tại ngọn núi nơi mà đối tượng thường tập luyện để kiểm soát khả năng của mình. Trong hai đêm đầu tiên, Yusa kể cho những người khác về mối quan hệ với Misa, Yuu tiếp xúc với Nao và cùng nhau nói chuyện về ban nhạc Zhiend - với ước mơ của Nao là được quay phim họ, còn Jōjirō thì nói với Yuu về năng lực đặc biệt và việc nó sẽ tồn tại trong bao lâu. Ngày hôm sau, người sử hữu năng lực bay trên không trung đến đối diện với hội học sinh và cố gắng đe dọa nhằm đuổi họ đi, nhưng Nao đã đối chất bằng lời và đưa đối phương vào bẫy. Sau đó người này cướp lấy máy quay của Nao và dùng năng lực tháo chạy. Tuy nhiên, Yuu đã chiếm lấy thể xác của cậu ta khi đang bay, và sau đó sử dụng năng lực của chính đối phương để ngăn chặn sự rơi tự do. Tiếp theo Nao đã thuyết phục cậu ta ngừng sử dụng năng lực. Cuối cùng, Yuu về nhà, ăn bữa tối và phát hiện ra rằng Ayumi đã bị ốm. |                                                                           | |                      |
| 6 | "Bạn đã không nhận ra nó" "Kizukanakatta Shiawase" (気づかなかった幸せ)   | Yuki Akiyama                                                                                                  | 8 tháng 8 năm 2015   |
| Trong khi Ayumi đang ở nhà để nghỉ ngơi, Yuu và ba thành viên còn lại biết được rằng có một người sở hữu năng lực "sụp đổ" tại khu chung cư cạnh trường học, dẫn đến việc Nao nghi ngờ đó chính là Ayumi. Tiếp theo, Nao cùng Yusa đến thăm bệnh tình của Ayumi, và cô bé đã miêu tả về một giấc mơ trong đó mọi thứ xung quanh đột nhiên bị rạn nứt, điều này càng khiến Nao thêm nghi ngờ và lo lắng. Ngày hôm sau, dù đã giảm sốt, Yuu vẫn khuyên Ayumi nên ở nhà, nhưng cô bé đã quyết định lẻn ra ngoài để đến trường. Tại đây, cô đối mặt với một người bạn cùng lớp, Konishi, người căm hận Ayumi vì đã cướp mất cậu bạn trai mà mình thích, và Konishi tiến đến với một con dao trên tay. Khi đã bị dồn vào góc tường, Ayumi đột nhiên phát huy năng lực "sụp đổ", khiến trường học bị sập và cô được cho là đã nằm cùng với đống đổ nát. Không lâu sau Yuu lao vào tìm kiếm em gái mình trong tuyệt vọng, và đó là lúc một mảng tường rơi xuống người cậu. |                                                                           | |                      |
| 7 | "Kết cục của sự trốn chạy" "Tōhikō no Hate ni" (逃避行の果てに)           | Yurie Ōhigashi                                                                                                | 15 tháng 8 năm 2015  |
| Sau vụ tai nạn gây ra bởi năng lực của Ayumi, Yuu tỉnh dậy trong bệnh viện và được thông báo rằng Ayumi đã chết. Thông tin này khiến Yuu rơi vào trạng thái khủng hoảng tâm lý và cậu đã tự nhốt mình trong căn hộ, không tiếp xúc với thế giới bên ngoài. Cậu từ chối gặp Yusa và Jōjirō khi bọn họ đến thăm, và quay lưng với Yumi khi cô đến nói chuyện. Cuối cùng Yuu bỏ đi đến một thành phố khác. Tại đây, với tâm lý bất ổn, cậu bắt đầu gây mâu thuẫn với nhiều người, dẫn đến những cuộc ẩu đả mà kết quả cậu luôn là người giành phần thắng nhờ năng lực đặc biệt của mình. Tuy nhiên, Yuu không hề biết rằng Nao với năng lực tàng hình đã bí mật theo chân cậu từ đầu, vào thời điểm cậu chuẩn bị đến với ma túy, cô đã xuất hiện để ngăn chặn. Nao cố gắng vực dậy Yuu bằng cách đưa cậu đến ngôi nhà của gia đình Takajo và mời cậu ăn món omurice. Ngay lập tức Yuu nhận ra vị của món mà cậu đang ăn giống hệt với những món mà Ayumi thường làm sử dụng nước sốt pizza bí truyền. Sau đó, cậu đã đồng ý quay về hội học sinh với Nao. |                                                                           | |                      |
| 8 | "Cuộc gặp gỡ tình cờ" "Kaikō" (邂逅)                                      | Yoshie Anzai, Masumi Hattori, Asuka Kurokawa, Ippei Masui, Ken Mukaigawara, Sakurako Sagano, Shin'ichi Suzuki | 22 tháng 8 năm 2015  |
| Sau khi Yuu quay trở lại trường học, Nao tập hợp hội học sinh để cùng xem video mới của Yusa, tiếp đó cô mời Yuu đi xem buổi trình diễn của Zhiend cùng mình. Cũng trong ngày hôm đó, Yuu khi ra ngoài đã tình cờ gặp ca sĩ chính của Zhiend, Sara Shane. Cô đã mời cậu đi ăn tối và nghe cậu kể câu chuyện buồn về em gái mình. Sara đã đến thắp hương cho Ayumi, sau đó Yuu mời cô đến gặp Kazuki. Trên đường đi, Yuu được nghe Sara kể về những rắc rối trong quá khứ của cô trước khi bị mù. Lúc bọn họ đến, Kazuki đang trong tình trạng điên loạn, Sara liền hát bài "Fallin'". Kazuki nghe xong đã bình tâm trở lại và khi được Yuu hỏi anh đã nhận ra em gái mình. Sau đó Sara đi về và Nao đã cảm ơn Yuu vì việc làm của cậu với Kazuki. |                                                                           | |                      |
| 9 | "Tại nơi đây thế giới không tồn tại" "Koko ni Nai Sekai" (ここにない世界) | Makiko Kamimura, Yuji Miyashita, Shin'ichi Suzuki, Harumi Takagi, Makiko Takeda                               | 29 tháng 8 năm 2015  |
| Trong lúc đang tham dự buổi trình diễn của Zhiend với Nao, Yuu bỗng cảm nhận được một điều gì đó rất thân quen khi nghe ca khúc mới của ban nhạc mang tên "Trigger", rồi đột nhiên cậu ngất đi và rơi vào một đoạn hồi tưởng. Trong ký ức ấy, Yuu và Ayumi sống cùng nhau tại một cơ sở thí nghiệm, nơi bọn họ bị theo dõi bởi những năng lực đặc biệt của mình. Khi năng lực sụp đổ của Ayumi làm hư hại địa điểm, một nhà nghiên cứu đã giúp Yuu thoát ra. Yuu sử dụng năng lực thực sự của bản thân để đánh cắp năng lực của những người khác và đến gặp anh trai cậu, Otosaka Shunsuke, người có khả năng du hành thời gian. Sau đó Yuu tỉnh lại trong thế giới thực, và giờ cậu biết được rằng mình có một người anh trai. Tiếp theo Kumagami dẫn cậu và Nao đến một cơ sở bí mật để gặp Shunsuke và nghe anh ta kể câu chuyện về du hành thời gian. |                                                                           | |                      |
| 10 | "Thu thập" "Ryakudatsu" (略奪)                                            | Tetsuro Uetake                                                                                                | 5 tháng 9 năm 2015   |
| Shunsuke giải thích những gì đã xảy ra sau khi đi vào quá khứ trong ba năm. Sau khi giải thích tình hình của mình với Kumagami và tham gia với các đồng minh của mình, Shunsuke bắt đầu cố gắng để nghĩ ra một cách để giữ an toàn từ cơ sở. Khi Shunsuke du hành thời gian nhiều lần để tìm một câu trả lời, tầm nhìn của anh ấy ngày càng yếu đi sau mỗi bước nhảy vọt, cuối cùng anh ấy đã tìm thấy những ý tưởng để tìm thấy một trường học dành cho người có siêu năng lực. Sau bước nhảy cuối cùng của mình, anh ấy bị mù và không thể dùng khả năng của mình nữa, Shunsuke sắp xếp để mua lại một cơ sở giáo dục trước khi xóa trí nhớ của Yuu và Ayumi để anh có thể làm việc. Sau khi Shunsuke giải thích xong, Yuu đánh cắp khả năng thời gian đi du hành thời gian của Shunsuke và trở về với ngày trước khi Ayumi chết. Theo thông báo của Nao về tình hình, Yuu lấy đi khả năng sụp đổ của Ayumi, trước khi cô và Nao sử dụng khả năng của mình để dọa Konishi vì vậy Konishi không thể làm hại Ayumi. Ayumi cuối cùng cũng an toàn, Nao và Yuu tập hợp lại với Kumagami, người cùng với họ để đến chỗ của Shunsuke. |                                                                           | |                      |
| 11 | "Charlotte" "Shārotto" (シャーロット)                                     | Yuki Akiyama, Kōsuke Kawazura                                                                                 | 12 tháng 9 năm 2015  |
| Sau khi nắm bắt được đầy đủ tình hình, Shunsuke kêu gọi Yuu và Ayumi ở lại cơ sở của cậu cho đến khi những năng lực đặc biệt biến mất, với nhận định Yuu lúc này có nguy cơ cao trở thành mục tiêu. Tai đây, Yuu biết được rằng những năng lực này đến từ việc hít phải các hạt phát tán bởi một ngôi sao chổi chu kỳ ngắn có tên là Charlotte. Sau đó, Kumagami đã bị người trợ giúp của mình là Furuki bàn giao cho một nhóm khủng bố, và cậu bị buộc phải khai ra tất cả những gì mình biết về những người sở hữu năng lực. Nhờ thông tin từ Kumagami, nhóm khủng bố đã bắt cóc Nao và muốn dùng cô, Kumagami, gia đình Furuki để đổi lấy Yuu. Yuu biết được điều này và đến cứu họ. Sau khi gặp những kẻ khủng bố và sự an toàn của gia đình Furuki đã được đảm bảo, Yuu bị một người sở hữu năng lực khác tấn công vào mắt nhằm ngăn cản không cho cậu du hành về quá khứ. Sự đau đớn từ vết thương đã khiến cậu kích hoạt năng lực sụp đổ phá hủy tòa nhà. Mặc dù Yuu đã dùng năng lực dịch chuyển đồ vật từ xa để bảo vệ bản thân và những người khác nhưng Kumagami vì cứu Nao nên đã bị những mảnh vật thể đâm xuyên qua người và chết, điều này khiến Shunsuke vô cùng đau xót. |                                                                           | |                      |
| 12 | "Lời hứa" "Yakusoku" (約束)                                               | Kōsuke Kawazura, Yuji Miyashita, Kanami Sekiguchi, Noboru Sugimitsu, Risa Suzuki, Harumi Takagi               | 19 tháng 9 năm 2015  |
| Hai ngày sau khi tai nạn xảy ra, Yuu tỉnh dậy trong bệnh viện và biết được sự qua đời của Kumagami. Cậu bị chấn thương và mất đi một bên mắt, ở bệnh viện, cậu được 3 người bạn của Shunsuke chăm sóc. Khi đó, Shunsuke bị sụp đổ tinh thần do sự qua đời của Kumagami, cậu không ăn uống và ngồi thẩn thơ trong nhiều ngày liền. Khi ở bệnh viện, Yuu được Kurobane và Jōjirō đến thăm, lúc đó anh nghĩ đến việc nếu anh mất đi thì Ayumi sẽ ra sao và muốn Misa đến gặp bố mẹ trước khi dị năng của Kurobane biến mất. Vài ngày sau đó, Yuu được xuất viện, khi đi vào phòng bệnh của mình, anh gặp Tomori, cô ấy đã gợi ý cho anh cứu tất cả những người có dị năng bằng cách lược đoạt đi toàn bộ năng lực của họ, cũng vào lúc này, anh thổ lộ tình cảm với Tomori nhưng cô ấy bảo anh hãy chờ đợi và anh đã lược đoạt đi năng lực của Tomori khiến cô trở thành người bình thường. Sau khi ra viện, Yuu gặp Shunsuke và động viên anh, Shunsuke đã lên kế hoạch để đưa Yuu sang nước ngoài và lược đoạt đi năng lực tìm kiếm người có dị năng của một người ở tổ chức đã làm hại anh, anh còn gặp Misa và Jōjirō, họ bảo anh lược đoạt đi năng lực của mình vì nó có thể giúp anh khi anh thực hiện kế hoạch của mình ở nước ngoài |                                                                           | |                      |
| 13 | "Kí ức dần quay về" "Korekara no Kiroku" (これからの記録)                 | Yuki Akiyama, Kōsuke Kawazura, Yūji Miyashita, Kanami Sekiguchi, Noboru Sugimitsu                             | 27 tháng 9 năm 2015  |
| Yuu đi khắp thế giới để lượt đoạt đi năng lực của mọi người để cứu họ. Ảnh hường do việc lược đoạt quá nhiều năng lực đã khiến cậu gặp phải vô vàn khó khăn, phải tiêu diệt các phần tử khủng bố tiêu diệt những người mang dị năng. Nhưng đặc biệt là việc kí ức của Yuu dần dần mất đi theo số năng lực cậu đoạt được. Đôi khi Yuu quên mất mọi việc như nhiệm vụ của mình nhưng chính nhờ cuốn sổ kí ức mà Tomori đưa khi trước đã đồng hành và giúp cậu nhớ nhiệm vụ của mình. Trong khi Yuu làm nhiệm vụ, Tomori vẫn luôn dõi theo cậu và hi vọng Yuu sẽ thành công. Năng lực của Yuu càng ngày càng nhiều và mạnh lên, Yuu đã trở thành tội phạm truy nã thế giới nhưng cậu không quan tâm. Tâm lí của Yuu đã thay đổi rất nhiều song song với sự mất trí nhớ của cậu, và cậu được mọi người gọi là "Thần chết"(hay "Thần chết mắt chột" do cậu bị mất một mắt do vụ tai nạn). Cuối cùng, Yuu cũng đã lượt đoạt đi được năng lực của người có dị năng cuồi cùng và được cứu giúp bởi anh trai và đồng đội cậu khi gục ngã trên đường. Cậu được đưa đến bệnh viện. Khi tỉnh dậy, cậu gặp Tomori nhưng Yuu đã quên những kí ức của cậu với Tomori khiến cô rất đau lòng. Và như lời đã hứa, Tomori đã nhận mình là người yêu của Yuu và chăm lo cho cậu. Và rồi, Tomori cùng các bạn của cô là Jōjirō và Yusa cùng tạo nên những kí ức đẹp với Yuu.                              |                                                                           | |                      |
| OVA | "Người mạnh mẽ" "Tsuyoi Monotachi" (強い者たち)                           | Kako Matsuwa, Yūji Miyashita, Kanami Sekiguchi, Risa Suzuki                                                   | 30 tháng 3 năm 2016  |